# Deambulazione

La deambulazione di un elefante.

La deambulazione è una successione ritmica di movimenti utilizzata dagli animali dotati di arti per spostarsi sul suolo da un luogo all'altro; si differenzia quindi da altre forme di locomozione come il nuoto, il volo o l'andatura a salti o balzi, ed è solitamente più lenta della corsa.
Ai movimenti degli arti inferiori, che consistono nell'alternanza di flessioni ed estensioni dei loro segmenti, si accompagnano spesso movimenti di altri settori corporei.

## Come avviene la deambulazione

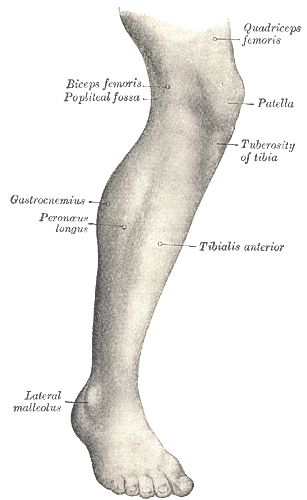
Una gamba destra.

Quasi tutti gli esseri viventi possiedono delle strutture, delle parti del loro corpo, adibite alla deambulazione. Nell'essere umano la deambulazione avviene tramite le gambe, in altri vertebrati e invertebrati tramite le zampe. Gli arti dei vertebrati sono costituiti da una struttura ossea o cartilaginea che ha la funzione di impalcatura, attorno alla quale sono posti i muscoli, che forniscono l'energia necessaria allo spostamento. 
Nei mammiferi la deambulazione è controllata dalla corteccia motoria del cervello che invia impulsi che si propagano attraverso il midollo spinale e le fibre nervose periferiche fino ad arrivare a più muscoli che si contraggono in una complessa sequenza ritmica. Una deambulazione normale si presenta simmetrica, uniforme e coordinata.

## La deambulazione umana

### Deambulazione nei bambini
Solitamente i bambini cominciano a deambulare intorno al 12º mese .
Si può sospettare la presenza di un ritardo nella deambulazione se, intorno al 20º mese, il bambino non riesce a deambulare senza sostegno.
La deambulazione può anche avvenire nei tempi corretti, ma mostrare alterazioni particolari: ad esempio la deambulazione a punte rivolte verso l'interno o verso l'esterno (ognuna delle quali riconosce differenti possibili cause), o la tendenza alla deambulatura in punta di piedi (toe walking).

### Anomalie
Deambulature anormali possono essere provocate da debolezza muscolare o patologie scheletriche o articolari, oppure da patologie che colpiscono il sistema nervoso periferico o centrale.
Le differenti cause agiscono in modo diverso sulla deambulatura del paziente.

### Ausili alla deambulazione
Può succedere che una persona presenti difficoltà nella deambulazione; in questi casi si usano degli strumenti che facilitino la deambulazione.
- Bastone: è costituito di legno o metallo (spesso vengono usati più materiali per le diverse parti), di lunghezza variabile è provvisto di un'impugnatura per migliorare l'appoggio. È usato in caso di disturbi parziali nella deambulazione, soprattutto quando coinvolgono una sola gamba.
- Stampelle: sono strutture che si articolano con le braccia e scaricano il peso del corpo in modo che non debba premere sugli arti inferiori. Si usa in caso di problemi nella deambulazione che coinvolgano entrambe le gambe. Esistono due varianti: ascellari (appunto si appoggiano sotto le ascelle) e canadesi con appoggio sopra il gomito.
- Tripode (o Treppiede): generalmente in metallo, è provvisto di un'impugnatura anatomica per migliorare l'appoggio, talvolta anche con appoggio antibrachiale. Presenta tre piedi d'appoggio per garantirne la massima tenuta e stabilità. Esiste anche la variante con quattro piedi, in tal caso viene chiamato Tetrapode.
- Deambulatore: è fatto di metallo e ha una struttura semplice: due manici e quattro piedi che poggiano davanti a chi ne fa uso, che procede a piccoli passi. È utilizzato quando le gambe possono cedere o quando non sono abbastanza forti per sorreggere il corpo.

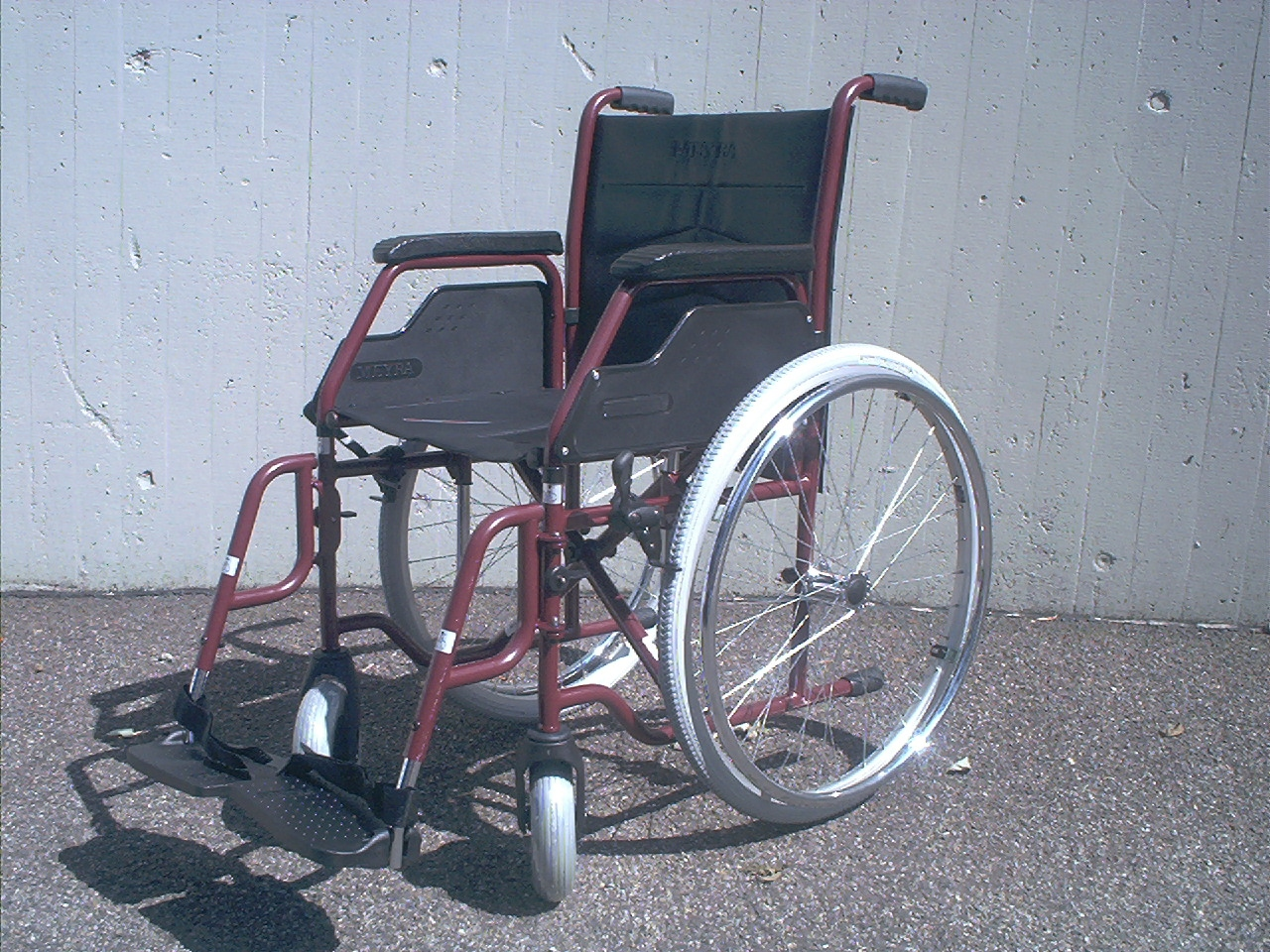
Una classica sedia a rotelle

- Sedia a rotelle: sedia fornita di due paia di ruote. Ne esistono diverse varianti, ma solitamente lo spostamento è causato dall'agire sulle ruote degli arti superiori. Esistono anche varianti dotate di un motore elettrico. Vengono utilizzate da chi ha disabilità totale degli arti inferiori o (quelle elettriche) da persone tetraplegiche.

## Strumenti sostitutivi
Fanno categoria a sé le protesi, strutture artificiali che hanno il compito di sostituire una parte mancante del corpo.
Spesso chi subisce l'amputazione degli arti inferiori ricorre a una protesi che deve essere a volte accompagnata da ausili per la deambulazione.